# ريا سانتوس
ريا سانتوس هي صحفية فلبينية، ولدت في 1 يونيو 1979 في San Mateo, Rizal ‏ في الفلبين.